# Evelyn Lear

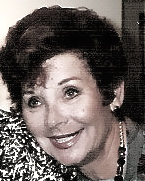
Evelyn Lear (1994)

Evelyn Shulman Lear (Brooklyn (New York), 8 januari 1926 - Rockville (Maryland), 1 juli 2012) was een Amerikaanse operasopraan. Tussen 1959 en 1992 speelde ze in meer dan veertig operarollen en trad ze op bij elk groot operagezelschap in de Verenigde Staten. In 1966 won ze een Grammy Award. 
Lear stond bekend om haar muzikale veelzijdigheid en zong bijvoorbeeld alle drie de belangrijkste vrouwelijke rollen in Der Rosenkavalier, de opera van Richard Strauss. Lear stond ook bekend om haar bijdrage aan de muziek uit de 20e eeuw, zoals muziek van Robert Ward (componist), Alban Berg en Rudolf Kelterborn. Ze was tot zijn dood in 2006 getrouwd met de Amerikaanse basbariton Thomas Stewart.
- Bibsys: 3091936
- Biblioteca Nacional de España: XX996537
- Bibliothèque nationale de France: cb13896437q (data)
- CiNii: DA11208852
- Gemeinsame Normdatei: 123980437
- International Standard Name Identifier: 0000 0001 1477 0792
- Library of Congress Control Number: n81134931
- Nationale Bibliotheek van Letland: 000110445
- MusicBrainz: 14fa77a6-5966-4892-bcb4-24e242e31bc7
- Nationale Bibliotheek van Tsjechië: xx0108545
- Nationale bibliotheek van Australië: 35263059
- Nationale Bibliotheek van Israël: 987007428951605171
- Nationale Bibliotheek van Polen: a0000001681046
- Nationale en Universitaire bibliotheek Zagreb: 000262651
- Nederlandse Thesaurus van Auteursnamen: 071050280
- Réseau des bibliothèques de Suisse occidentale: 02-A003504935
- SNAC: w6ng4xkv
- Système universitaire de documentation: 157649717
- Trove: 887854
- Virtual International Authority File: 88075916
- WorldCat: E39PCjF3VcPd8wv9mkDM6dR3Qq